# Антиполонізм

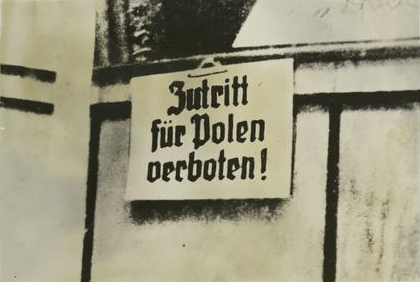
Напис німецькою мовою на дошці, що висіла на території окупованої Польщі у 1939 році: «Вхід для поляків заборонений!»

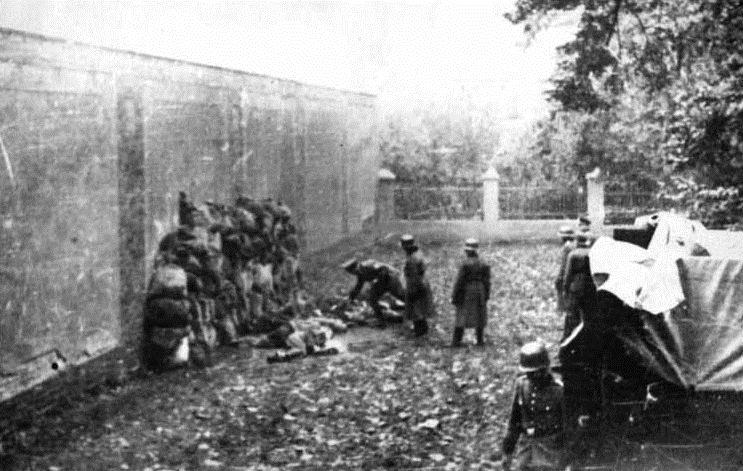
Терор нацистів в окупованій Польщі. Жовтень 1939 року.

Антиполонізм (також полонофобія, полякожерство; пол. antypolonizm, polonofobia, polakożerstwo) — збірний термін, що зустрічається в працях дослідників багатьох країн і означає різновид ксенофобії, який виражається в упередженості, ненависті і ворожому ставленні до поляків, Польщі, польської культури, польської мови тощо. Зустрічається найчастіше в суміжних з Польщею країнах.

## Походження терміна
Термін «антиполонізм» був створений у Польщі на початку XX століття, вперше з'явившись у роботі польського історика Франтішека Буяка «La question Juive en Pologne», як аналогія антисемітизму. Він був використаний прогресивними польськими мислителями в роки «Солідарності». Термін став знову активно використовуватися в польських націоналістичних колах у 1990-ті і врешті-решт став загальновживаним, використовувався у провідних польських газетах, таких як Gazeta Wyborcza. В останні роки полонофобія, або антіполонізм, була детально вивчена в наукових працях польськими, німецькими, американськими, російськими і навіть японськими дослідниками.
На початку 90-х років ХХ ст. термін антиполонізм поширився в польських правих ЗМІ, як відповідь на звинувачення в антисемітизмі з боку єврейських кіл. Термін набув популярності під час суперечки про погром у Єдвабне.
Термін зустрічається в листі І. В. Сталіна Л. М. Кагановичу від 30 серпня 1931, де Сталін закликає не піддаватися антиполонізму і характеризує його як «всеміщанську пошесть».
Сьогодні термін «антиполонізм» увійшов до широкого мовного обігу, широко використовується в пресі, він з'являється в офіційних документах польського Сейму i Єпіскопату.

## Антиполонізм в Україні
Науковці зауважують, що антиполонізм в Україні в різні періоди акцентувався більше або менше. Після другої світової війни — менше, почасти тому, що знімався мотив захисту православ'я від польського окатоличування, який був помітно сильнішим в XIX столітті. В той же час, із історії залишився дуже сильний антипольський елемент, тобто поляки залишилися поневолювачами, колонізаторами, іновірцями, які намагалися асимілювати українців, тільки Богдан Хмельницький їм цього не дав зробити.
Японський дослідник К. Мацузато вважає, що за часів Російської імперії «українська політика» влади в Правобережній Україні була залежною перемінною антиполонізму уряду, яка проявлялася в «протиставленні „ворогам“ (полякам) пригноблених ними народів». Ці народи — українці, білоруси, литовці — були для уряду виправданням для проведення і легитимації політики деполонізації, яка прийняла крайнє ліве, популістське забарвлення. К. Мацузато вводить термін «комісари антиполонізму» — так він називає земських начальників, які займалися реформуванням земельних відносин у Правобережній Україні, після прийняття ряду антипольских законів, що були введені у дію як відповідь на Друге польске повстання 1863 р. Зокрема, цими законами право поляків на придбання землі було значно обмежене, в той час як «руським» покупцям при купівлі землі надавалися пільги.
Від часу польського повстання 1863 р. полонофобія стала реакційною державною лінією і першою ознакою «націоналізації» російської внутрішньої політики, дослідники вважають, що в той час полонофобія зумовила подальшу українофобію, через яку український культурний рух був розбитий і паралізований. Науковці називають полонофобію того часу «двосічним мечем», адже спершу численні українці, наприклад, Пантелеймон Куліш, на певний час добровільно впрягалися в антипольську політику царського режиму.
7 липня 2009 року Прикордонна служба Польщі не пропустила на польську територію українців — учасників веломарафону «Європейськими стежками Степана Бандери», які намагались перетнути кордон через пункт пропуску «Шегині-Медика» (Львівська область). Перед тим проти в'їзду учасників веломарафону до Польщі виступили польські «кресові» організації, які звернулися до міністра внутрішніх справ та міністра закордонних справ Польщі з вимогою заборонити в'їзд учасників веломарафону через те, що він, за їхніми словами, «пропагує фашизм, антисемітизм і антіполонізм».
1 лютого 2010 року депутат Сейму Богуслав Ковальскі надіслав Прем'єр-міністру Польщі Дональду Туску запит щодо реакції уряду Польщі на наростання явища антіполонізму в Україні у вигляді вихваляння С.Бандери, ОУН і УПА. У запиті він зазначає, що «Застосування подвійних стандартів у артикулюванні історичних проблем по відношенню до німців і росіян з одного боку, і українців, з іншого, є причиною того, що вся наша політика недостовірна і від того несерйозна, а в результаті — неефективна». З огляду на вищезазначене він задає Туску питання — які кроки зробив або зробить найближчим часом польський уряд, щоб зупинити зростаючу хвилю антиполонізму в Україні.

## Антиполонізм у Росії
Онук В'ячеслава Молотова громадський діяч В'ячеслав Ніконов вважає що антіполонізм був присутній в російських правлячих колах задовго до більшовиків, для цього він пропонує згадати розділи Польщі, польські повстання, придушення повстання Тадеуша Костюшка, вчинки Суворова в Польщі тощо.
Протягом двох століть Польща сприймалася в Російській державі як реальна загроза. У 1569 р., з підписанням Люблінської унії між Польщею і Великим князівством Литовським, якому тоді належали сучасні західні російські землі, утворилася Річ Посполита, яка стала однією з найбільших і найбагатших держав Європи.
Російські дослідники вважають, що засноване Свято народної єдності 4 листопада на честь звільнення в 1612 році Москви за допомогою козаків від поляків, яскраво поєднує виражені антикатоліцізм і антиполонізм. Дослідники звертають увагу на історичну роль православ'я як засобу відмежування Росії від Заходу, що поклало основу концепції «Третього Риму» і яке закріплює актуальну донині традицію розуміння Смутного часу в першу чергу як війни з поляками-католиками.
Александр Качоровський стверджує, що в Росії вже виросло нове покоління людей, позбавлених радянських реакцій і вільних від антиполонізму. Він вважає, що в Росії антиполонізм — явище, яке насаджується владою (втім, з убогими результатами), а в Польщі повселюдним є явище русофобії — страху перед «рускімі», укупі з переконаністю в їх чужості та цивілізаційною неповноцінністю по відношенню до поляків.

### Новий антиполонізм в Росії
Деякі російські публіцисти вважають, що існує два джерела нового російського антиполонізму. Перший — активне небажання значної частини російської інтелігенції визнати історичну провину за Катинь, на чому наполягає польська сторона. Другий фактор, що впливає на зростання антипольських настроїв — це перенос на поляків незадоволення діями російської влади по відношенню до польських претензій щодо Катині, нібито, що російська влада, визнаючи Катинь, ніяк не намагалася «порадитися» з російським суспільством.
Втім, журналісти зауважують, що не зважаючи на русофобію — з одного боку і антіполонізм — з іншого, ці «фобії» дещо компенсує факт відвідування Польщі великою кількістю росіян.

### Полонофобія в Російській імперії
Висвітлення полонофобії в Російській імперії в новітній історичній літературі зосереджується на найпомітніших маніфестаціях антипольської націоналістичної доктрини Росії, насамперед у третій чверті XIX ст., в який йдеться про непереборну чужість, цивілізаційний розлом, непримиренне духовне та релігійне протистояння російського і польського витоків. Об'єктом вивчення стають, як правило, публіцистичні тексти М. М. Каткова, М. П. Погодіна, І. С. Аксакова, Ю. Ф. Самаріна та інших інтелектуалів та ідеологів «російської справи». В них укладена винахідлива і відверта аргументація постулату про історичну перевагу Росії над Польщею. Але сучасні вчені вважають, що заснований на них підхід до розуміння полонофобії як дискурсивного процесу має свої недоліки, через те що в поглядах ідеологів полонофобії того часу присутнє «зріле» втілення масових суспільних емоцій.
Найяскравіше динаміка російської полонофобії заявила про себе у наступному парадоксі: незважаючи на те, що військово-стратегічна загроза, якої зазнала Російська імперія з боку повсталих поляків у 1831 р., була страшніша, ніж в 1863 р., втім вибух антипольських настроїв в різнорідних верствах російського суспільства виявилися помітно сильнішим саме через повстання 1863 р. Дослідники вважають, що цей нібито парадокс став результатом стратегії полонофобії — маніпулюванням стереотипами Польщі та поляка в діяльності бюрократів і публіцистів, чиїм завданням було затвердження російськості імперської влади в зоні російсько-польського етнокультурного фронтиру.
Пропагандистська полонофобія, як вона культивувалася у Північно-Західному краї (тодішня офіційна царська назва Білорусі), була значною мірою похідною від пріоритетів символічної репрезентації і піднесення російської селянської маси як єдиного цілого. Винахідливо і витончено творці офіційного дискурсу намагалися приписати польській присутності властивості зовнішнього, поверхового, дробового, штучного, помилкового тощо, на противагу поняттям ґрунту, ядра і маси — атрибутам російськості.
Свій дискурсивно завершений вигляд полонофобія прийняла в шаленій кампанії проти семіотики «полонізму», зовнішніх знаків польського впливу в Північно-Західному краї, яку Віленська адміністрація повела з весни 1863 р.. Образливе і принизливе для росіян нагадування про велику Польщу вбачалося у всьому — і в величних костьолах з їх розкішним оздобленням і службою, і в заповнених польською мовою ресторанних рахунках або аптечних ярличках на склянках з ліками, і в особливому поєднанні квітів у жіночому одязі, і в кінської упряжі. Пошук і розшифровка слідів польського панування і переваги над росіянами приймали майже маніакальний оборот — увага самих високопоставлених адміністраторів притягалися до рутинних дрібниць побуту. Прийоми такого нагнітання полонофобії розкриваються при аналізі за первинними джерелами послідовності адміністративних розпоряджень. Як приклад можна навести появу циркуляра, який погрожував штрафами і стягненнями не тільки жінкам, а й тим "з осіб чоловічої статі, які будуть з'являтися публічно із знаками трауру в одязі (носіння жалоби на знак скорботи за загиблими повстанцям та іншим жертвам зіткнень з російськими військами було однією з форм політичного протесту і громадянської непокори в Царстві Польському і Західному краї).

## Антиполонізм в Америці
В Сполучених Штатах існує деякий рівень упередженості проти поляків. Дуже широко були поширені анекдоти про поляків. Це явище було особливо розповсюджене після Другої Світової Війни, коли німецькі біженці які опинились в Америці почали розповсюджувати нацистські стереотипи про поляків, створені ще геббельсівською пропагандою. Антиполонізм в Америці почав стихати після обрання Кароль Войтила Папою Римським та після антикомуністичних повстань в Польщі. Поступово американці перестали ставитись до поляків упереджено і сьогодні мають здебільшого позитивне відношення до польської нації.

## Єврейський антиполонізм
Тема єврейського антиполонізму зазвичай обговорюється публіцистами в контексті взаємних обвинувачень поляків та євреїв щодо завданої одним народом іншому шкоди в різні історичні часи. Вперше антиполонізм з антисемітизмом пов'язав Едмунд Османчік в опублікованій у 1947 році книзі «Справи поляків» (пол. Sprawy Polaków).

## Антиполонізм у Литві
В жовтні 2010 року польський політолог Єжи Хащінський, коментуючи висловлювання політика з Литви, який звернувся до литовських поляків з такими словами: «Якщо ви не хочете інтегруватися — забирайтеся звідси в Польщу», зауважив, що «існує одна, головна причина конфлікту — націоналізм і литовський антиполонізм, який не тільки не зникає, але несподівано все більше поширюється і посилюється в той момент, коли Литва — член ЄС і НАТО — повинна відчувати себе безпечно».

## Антиполонізм в Білорусі
В листопаді 2010 року С.Шушкевич зазначив, що в Білорусі може бути присутній зовсім незначний побутовий антисемітизм і дуже малий побутовий антиполонізм

## Антиполонізм в творах мистецтва
Присвячений польському повстанню «напівісторичний» роман «Онучка панцирного боярина» російського письменника І. І. Лажечникова був неприязно зустрінутий сучасною письменникові «прогресивною» критикою і пізніше суворо засуджений радянською — за антиполонізм, великоруський шовінізм, консерватизм і т. д., тощо Проте, літературознавець Семен Опанасович Венгеров зауважив: «Простимо ж Лажечникову його „Онучку панцирного боярина“… адже у середині шістдесятих років, під впливом польського повстання, яке щойно закінчилося, майже у всьому російською суспільстві панувала вузька ненависть до поляків. Лажечников піддався їй…».